# 光電気化学
光電気化学とは電気化学の一分野で、電極に電流を流す代わりに紫外線等の光を照射する。
光が照射される事によって表面に電位差が生じて電気化学反応を起こす(本多-藤嶋効果)。全ての半導体でその現象があり、それによってイオン化したり水溶液を電気分解するものもある。実用面では光触媒や色素増感太陽電池等が挙げられ、有用な化学原料の合成も試みられる。

## 主な光電気化学反応を生じる物質
- 二酸化チタン - アナターゼ型とルチル型があり、アナターゼ型の方が禁制帯幅が大きく活性が高い。紫外光で活性化する。ドーピングによって活性化波長を変えられる。
- 亜酸化銅 - 可視光に感度を持つ。太陽電池の実験に使用される[3][4][5]。